# Pralavana
Pralavana (рус. «жатва») — дебютный полноформатный студийный альбом российской металкор-группы Rashamba, который вышел 28 сентября 2009 года на лейбле Chaotic Noiz — подразделении студии СОЮЗ.

## Об альбоме
Название альбома в переводе с санскрита означает «жатва», это слово имеет особый смысл: группа очень долго выпускала альбом, пережив при этом смену состава и множество трудностей.

Мы долго шли к этому альбому, во время его создания в группе произошли изменения, мы столкнулись с множеством трудностей и препятствий… Но все, что не делается — все к лучшему. Для нас это больше, чем просто альбом — это наши выводы, наш результат, наша pralavana.— rashamba.livejournal.com

## Список композиций
| №   | Название               | Длительность |
| --- | ---------------------- | ------------ |
| 1.  | «Дотянусь до звезд»    | 3:36         |
| 2.  | «В моих руках»         | 3:44         |
| 3.  | «Мир остался ждать»    | 4:20         |
| 4.  | «Тени и шаги»          | 2:52         |
| 5.  | «Море»                 | 3:31         |
| 6.  | «Pralavana»            | 1:32         |
| 7.  | «Последний день»       | 2:58         |
| 8.  | «Обгоняя время»        | 3:40         |
| 9.  | «Заветные слова»       | 2:54         |
| 10. | «Нежнее смерти»        | 4:10         |
| 11. | «Слёзки»               | 3:32         |
| 12. | «Танец осенней листвы» | 4:28         |

## Над альбомом работали
- Александр «Kabz» Кабзистый — вокал
- Сергей «Zerg» Рупп — бас-гитара
- Александр «Henky» Игнатенко — гитара
- Александр «Vikl» Векленко — гитара
- Сергей «Dead» Дедов — барабаны
- Евгений «Oldman» Боровинский — гитара
- Сергей «Buncker» Данилов — сведение